# Ружански дворец
Ружанският дворец (Ружански замък, Дворец на Сапегите) (на беларуски: Ружанскі палац) е един от най-големите паметници на дворцовата архитектура в Беларус, резиденция на могъщия род Сапеги. Той е изграждан, реконструиран и надстрояван от няколко поколения на рода. Построен през 17 век, днес руините му се издигат на висок хълм, в югоизточната част на градчето Ружани, Брестка област. В наши дни част от него е възстановена и реставрационните работи продължават. В края на 18 век дворцовият комплекс съдържа елементи от късния барок и класицизма.

## История
Градчето е известно с производството на платове, килими, художествени колани и много други изделия, които удовлетворяват не само нуждите на феодала, но и се ползват за търговия. Известно е, че до 1552 Ружани принадлежи на рода Тишкевичи. През 1598 година Бартош Бухалски продава имението на Лев Сапега, военен деец, дипломат и канцлер на Великото литовско княжество.
Точното време на началото на строителството на двореца, както и името на архитекта, който го е проектирал, не са известни. Предполага се, че това е италианецът Джовани Батиста Джислени. В старинни ружански документи се споменава, че през 1602 година се водят мащабни строителни работи. През 1617 година, каменният дворец вече съществува.
През 17 век Ружанският дворец е значителен център на политическия живот във Великото литовско княжество. В него са решавани много политически въпроси, приемани са посланици и кралски особи. Още през 1617 година Лев Сапега приема тук Владислав IV Васа, бъдещия крал на Жечпосполита. По-късно Ян Сапега, един от родоначалниците на фамилията, приема в двореца друг крал на Жечпосполита – Сигизмунд III Васа.
След смъртта на Лев Сапега, собствеността на двореца преминава към неговия син Ян Станислав, който обаче две години след това умира. След него дворецът е наследен от Казимир Леон Сапега, третия син на Лев. През 1644 година, вече като крал, Владислав IV отново посещава двореца, този път със съпругата си Цецилия-Рената Австрийска. Пиршествата по този случай продължават 9 дни. Във връзка с това събитие в една от залите е поставена черна, мраморна, паметна плоча.
През 1655 година, спасявайки се от кръвопролитната Руско-полска война, когато руският цар Алексей Романов се приближава към Вилнюс, в замъка намират убежище водачите на Вилнюската християнска църква. Те донасят със себе си мощите на свети Казимир, небесния покровител на Великото литовско княжество, които остават скрити в двореца до края на войната. В памет на това събитие на една от стените е поставена мраморна плоча с надпис на латински „Divo Casimiro sacrum“, а през 1791 година на ружанското гробище е построен параклис.
В огромните двуетажни подземия се съхраняват хазната на Великото литовско княжество, арсеналът, държавни документи, фамилните архиви, продоволствени запаси и буренца с вино.
През 1656 година Казимир Леон умира и дворецът става собственост на далечния роднина Павел Ян Сапега. Наследник след него е Леон Базил Сапега. Междуособните войни между беларуските фамилии през 18 век довеждат до упадък на града и двореца. През есента на 1700 година, в тежка битка край Олкеники (днес литовския град Валкининкай), силите на Сапега са напълно разбити. 20-хилядната войска на шляхтичите разграбва Ружан и разрушава замъка. През пролетта на 1706 година, по време на Великата северна война, в града влиза шведският крал Карл XII, но намира двореца опустошен.
Чак през втората половина на 18 век канцлерът Александър Сапега успява да издигне фамилната резиденция отново. През 1784 година той вече приема тук, със същата пищност както и неговите предци, полския крал и Велик литовски княз Станислав Август Понятовски. Гордост на Ружанския дворец стават богатата библиотека, картинната галерия и един от най-добрите театри в Европа. Трупата се състои от 60 артиста и 40 музиканта и много от пиесите се играят на френски език. Като зрител в залата често присъства и Станислав Понятовски.
През 1831 година Сапегите се включват в Полското въстание против Руската империя, която владее територии на Полското царство, Литва, частично Беларус и част от Украйна. Въстанието завършва с неуспех и по заповед на руския император дворецът е конфискуван. Конфискувани са още архивът и уникалната библиотека с около 3000 тома, които са изнесени.Списъкът само на конфискуваните картини се състои от 22 листа, на сребърните предмети – от 18, а описът на разнообразни други вещи заема 124 страници.
Фамилията се премества в друго имение, а дворецът е взет под аренда от еврейския предприемач Пинас. Великолепието на дворцовите зали е заменено с манифактурно производство. В разкошните покои той организира тъкачна фабрика и така, вместо с картини и огледала, дворецът е пълен с безкрайни метри сукно.
Нататък съдбата на двореца е незавидна. По време на Първата световна война, по недоглеждане на фабричните перачки, избухва пожар и част от стените се сриват. В периода между двете войни са направени някакви опити за възстановяването му, които са прекъснати от Втората световна война, когато дворецът окончателно се превръща в развалини. Всичко, което остава от него са части от главния и източния корпус, входната порта и някои стопански постройки.

## Архитектура
При построяването му, дворецът, или по-скоро замъкът, има отбранителен характер. Разположен е на възвишение и е обкръжен от защитен насип. Представлява двуетажен каменен обем, кръстообразен в план, допълнен с три каменни кули – две с квадратно сечение и една – с петоъгълно. Една от квадратните кули заема централно място на главната, южна фасада. Втората е на страничната, западна страна, а петоъгълната заема североизточния ъгъл на двореца.
Според документи от 1605 година може да се добие приблизителна представа за структурата на имението на Сапегите. Някъде по онова време в него са изградени три сгради – Голяма, Средна и Малка, дневен тракт, кухня и стопански постройки.
Първоначално дворецът е построен в стил италиански барок. За влиянието именно на този стил свидетелстват стенописите сграфито, съхранени на някои стени. На първия етаж в централната част на сградата се намира парадната зала и вестибюл с двустранно стълбище. Край него са разположени зали с по-малки размери – кабинет, библиотека и жилищни стаи. Високите помещения на втория етаж са по-просторни. Централната част е заета от вестибюл и две квадратни зали, а в задната част е разположена много голяма зала за провеждане на тържества. Вляво от нея се намира просторна трапезария, а вдясно има още две квадратни зали. За декорацията на интериора е използван мрамор, стенописи с изображения на крале и фрагменти от различни градове. В страничните корпуси са разположени жилищните помещения, кабинетът и библиотеката. Анфиладата на първия етаж е оформена със сводести тавани, а на втория – с гредоред.
Под зданието, в огромни триетажни засводени избени помещения се съхраняват арсеналът, архивът и хранителните припаси. Височината на избите е около 10 метра. От тях, според легендите, водят два прохода – един към Деречин на 60 km и втори – към Зверинца на половин километър. Такива тунели не са открити.
През втората половина на 18 век, за възстановяването на двореца, Александър Сапега наема саксонския архитект Ян Самуел Бекер. Всички сгради са напълно реконструирани и работата завършва през 1786 година. Архитектът придава на двореца класическата симетрична форма и включва в обема му западната кула от старото отбранително съоръжение. Западният и източният корпус, разположени симетрично спрямо основния, са свързани с дъгообразна аркада. В тях се помещават картинната галерия, театърът и манежът. От непристъпен замък резиденцията е превърната в изтънчен дворец с градини, паркове и оранжерии. За талантливата му работа Александър Сапега отпуска на Бекер пожизнена издръжка от 2160 злоти.
По отношение на архитектурния стил на двореца, между изкуствоведите съществуват различни мнения. Известният руски изкуствовед Георгий Лукомски характеризира стила като ампир, полските специалисти – като здание във френски стил. Всъщност по-обективно е да се каже, че представлява една симбиоза между барок и класицизъм, който прониква в Беларус през 70-те години на 18 век. Наблюдават се и елементи от стил рококо като картуши и капандури на покрива.

### Портик
По главната ос, на разстояние от централния корпус, се намира пищен портик с двойни колони и пиластри, свързан с две странично разположени двуетажни постройки. Той изглежда като триумфална арка, издигната над покривите на двете сгради и впечатлява със своето величие. В горната част на тристепенната арка са врязани хералдически символи, изработени от рядък вид дъб, с антични скулптури, барелефи и картуши – хартиени свитъци с подвити краища. Същата дървесина е използвана и в аркадата между дворцовите корпуси. Под арката е монтирана висока, желязна входна врата и две по-малки врати от двете и страни.

### Парадна дворцова сграда
В ограниченото пространство на парадния двор, който е разположен само на 1,5 ха, централно място заема главният корпус. Той придобива компактен двуетажен вид с правоъгълен план и висок мансарден покрив. Състои се от три части, различни по размери. В централната се намират преддверие, зали и парадно стълбище.
Главната фасада има 13 прозореца в централната си част, богато декорирани със скулптурни детайли и изящни рисунки. Оформен е дълбок ризалит с висок до втория етаж портик, заобиколен от два чифта колони в коринтски стил и пиластри. Ризалитът завършва с висок триъгълен фронтон, запълнен с барелефи и увенчан в ъглите с гротескни скулптури. На портика, от страната на задната фасада, съответства широка тераса, поддържана от 10 колони, на която се излиза от балната зала. Високите, бароково оформени прозорци на втория етаж допълват представата за парадното предназначение на сградата. На задната фасада се появяват нови детайли – монограм на собственика „АS“, декорация във вид на картуш с букет цветя, типичен пасторален мотив в стил рококо.
Помещенията в сградата са разположени огледално-симетрично. Както и при построяването ѝ, на първия етаж са разположени балната зала, вестибюл и парадно двустранно стълбище. Залата и вестибюлът се осветяват от прозорци на две нива. Местоположението на помещенията на втория етаж обуславя хоризонталното членение на фасадата на партер, параден етаж и горен полуетаж.
В двореца има зали, богато украсени със скъпоценни тъкани и позлата – Голямата, Зелената, Балната, библиотеката и други. В него са разположени арсенал със зарешетени прозорци, зала за молитви с олтар, многочислени гардероби и помещения за лакеите. В покоите има украса от скулптурни фигури, картини, бели кахлени печки, камини. Подовете са настлани с паркет, в стаите има разнообразни мебели, канделабри, различни по големина огледала, бронзови свещници, ценни часовници, китайски лакирани масички и други. Разнообразието от големи скулптури е впечатляващо – направени са от мрамор, гипс, кост, камък, алабастър, бронз и порцелан.

### Източен и западен корпус
Едновременно с преустройството на централната сграда, Бекер създава голям дворцов ансамбъл със симетрично групирани около парадния двор сгради, голям парк, градини и оранжерии. Двата странични корпуса представляват продълговати, правоъгълни в план, двуетажни постройки, разположени перпендикулярно на централния. За украса на фасадите са използвани ъглови пиластри, гирлянди, скулптури и орнаментално обрамчване на отворите.
Двата странични обема са обединени с централния посредством широко развити дъговидни аркади. Колоните на аркадите са слепени по две една до друга, изработени в тоскански стил, без канелюри. Те носят дъбови греди, над които е изработен фриз с дорийски триглифи. Над тях, подпрян на дъбови кронщайни, е поставен корнизът.
Западната сграда е предназначена за картинна галерия.

### Театър
Източната сграда е разделена на две равни части от парадно стълбище. В едната се намира театърът, а в другата – манежът. Театърът е един от най-големите в околността, разполага с голяма сцена, украсена с резби и живописни творби, и 7 задкулисни части, които дават възможност, по време на спектакъла, оформлението да се променя три пъти. От двете страни на сцената са разположени малки гардеробни за актьорите.
Театралната зала е с подковообразна форма на два етажа – на първия са разположени 14 изолирани ложи, а на втория – 15. Двете нива с ложите надвисват над залата, като в центъра се намира кралската ложа. Интериорът на залата има черти на ранния класицизъм – ажурни балюстради и колони в коринтски стил. Една трета от просторния партер се заема от стълбището и мястото за оркестъра, ограничено с две полукръгли бариери. Към двореца работи и местно музикално-оперно училище с театър, в който се обучават 60 актьори и танцьори.
В средата на 16 век в театъра свирят на цимбали цигани. Между 1752 и 1763 година в концертната зала изнасят концерти капелата и оркестърът на К. Масалски. По-късно капелата става собственост на Сапега и в нея работят италиански и полски музиканти, както и талантливи крепостни селяни, които Сапега изпраща да учат в Италия. След смъртта си Александър Сапега съобщава в завещанието си, че освобождава от крепостничество всички артисти от театъра, балета и оркестъра.

## Парк
Пространствената композиция на дворцовия парк е основана на типовата планировка на резиденциите в Жечпосполита от 18 век, спазвайки френския маниер за „дивата природа“. Разположен е в северната част на ансамбъла, възприеман е ефектно от височината на хълма и е организиран на принципа на радиално-лъчевите алеи, започващи от двореца. Всяка от алеите, която започва от голяма, кръгово оформена градина, завършва с правилна квадрата, многоъгълна или кръгла форма, вероятно китайски или турски тип.
В парка са разположени още баня, изкуствена пещера, летен театър, Венерин дом и къщичката на градинаря. Важни елементи са изкуственото езеро, напълнено с вода от един от каналите на река Зелвянка и водната каскада, организирана по стария защитен насип. На брега на канала се намира къщата на архитект Бекер. В парка е създаден кът за домашни животни със специални помещения за тях – птичарник, места за овцете и козите и малка ферма.
Допълнително, под терена на двореца са издигнати енорийска църква, манастир, гробищен параклис и един хан.

## Библиотека
Особена ценност в двореца представляват архивът и огромната библиотека на Сапега, известна като „Сапежанскi збор“. Началото ѝ е положено от Лев Сапега, който се счита за първия библиофил измежду велможите. Сред произведенията преобладават трудове на велики мислители – Аристотел, Вергилий, Тит Ливий, Овидий, Еразъм Ротердамски и други. Събрани са книги на 10 езика – по юриспруденция, история, езикознание, поезия, география, геология и теология. Всички те имат екслибрис на собственика, изработен от художника Франтишек Балцевич.
Сапега събират не само местни книги, но и чуждестранни. Към най-ценните екземпляри може да се отнесе старопечатната „Хрониката на Скандерберг“ от 1567 година, издадена в Брестката типография на Николай Радзивил. Преводът е на философа Андрей Волан и калвиниста Киприан Базилик. В библиотеката се съхраняват висока златна чаша на столче с герба на князете Шуйски и чаши от планински кристал. В нея има френски гоблени, мозаечни, мраморни и бронзови картини, скулптури.
Съдбата на библиотеката е драматична. По време на войната от 1654 – 1667 година тя е евакуирана в Кьонигсберг, днешния Калининград. По-късно, по настойчивото искане на Казимир Сапега, син на Лев Сапега, библиотеката е върната, обновена и попълнена. В началото на 18 век наброява 3000 тома. През 1655 година Леон Сапега подарява част от библиотеката на Вилнюската йезуитска академия. При Николай I всички книги са пренесени във Вилнюс, Варшава, Петербург и в Бялисток, за оформление на царската резиденция.

## Съвременно състояние
След Великата отечествена война състоянието на Ружанския дворец дълго време остава плачевно. Сградите не са възстановявани, останките от дворцовите стени се доразрушават, тухлите частично са разграбени от местните жители. От 1953 година дворцовият комплекс минава под държавна защита, а през 1988 година е обявен за паметник на културата с републиканско значение. В края на 80-те години на 20 век започва реконструкция на двореца, но през 1995 е преустановена поради липса на средства.
През лятото на 2008 година на територията на дворцовия комплекс започват разкопки и реставрационни работи. Възстановяването на ансамбъла започва от входния портик и прилежащите към нея постройки. През 2012 година над входната арка е поставена скулптурната фигура на Света Ана, унищожена в края на 19 век.
През май 2015 година комплексът е частично открит за посещения. В източната сграда работата по вътрешните и външни части е завършена. В нея е разположен музеят „Дворцов комплекс на Сапегите“, в който музейната експозиция съдържа автентични предмети и елементи от стария интериор. Една от залите е посветена на знатния род Сапега, а в галерията периодично вървят персонални изложби на беларуски художници.
В съответствие с държавната програма „Замъците на Беларус“, до 2018 година трябва да бъде реставриран източният корпус на двореца. Финансово програмата се осъществява от местния бюджет. Проектира се в бъдеще в комплекса да се открият хотел, ресторант и конен манеж.

## Легенди
Според една от легендите, в двореца съществува подземен проход, по който за един час може да се стигне до другата резиденция на фамилията, намираща се в град Косава, на 20 km от Ружани. При това той е толкова голям, че през него спокойно може да се препуска на кон.
Руините на двореца продължават да привиличат търсачи на приключения и иманяри. Друга легенда разказва за сандъци със злато, забравени в тайни хранилища. Според преданието, в началото на 20 век едно момче тръгва да търси съкровището. То се спуска в подземията, но се загубва и никога повече не излиза. Душата му не намира покой и през нощта може да се чуе тихият плач на детето.